# Королівська федерація футболу Марокко
Королівська федерація футболу Марокко араб. الجامعة الملكية المغربية لكرة القدم‎ — організація, що здійснює контроль і управління футболом в Марокко. Займається організацією збірних країни (чоловічої, жіночої, молодіжних), підтримкою, розвитком та популяризацією всього футболу на території Марокко, у тому числі проведенням чоловічого та жіночого чемпіонатів Марокко. Головний офіс розташовується в Рабаті. 1955 року була заснована організація, 1959 року вступила до КАФ, а наступного року до ФІФА. Член Союзу арабських футбольних асоціацій (УАФА). Є однією з організацій-засновників УНАФ у 2005 році. 
На чемпіонаті світу з футболу 2022 федерація подала скаргу на суддівство в матчі з Францією. "КФФМ висловлює рішучий протест щодо арбітражу матчу зі збірною Франції на чолі з Сесаром Артуро Рамосом. Ми здивовані тим, що ВАР не відреагував на деякі епізоди. 
КФФМ без вагань захищатиме права нашої команди, закликаючи до справедливості у вживанні необхідних заходів щодо арбітражної несправедливості, застосованої щодо національної збірної Марокко в її матчі проти збірної Франції у півфіналі ЧС-2022", — йдеться у заяві марокканців.
Національна футбольна асоціація Марокко планує подати заявку на проведення чемпіонату світу з футболу 2030 року. 15 червня 2018 року заявку очолила Королівська федерація футболу Марокко, яка офіційно підтвердила це.

## Президенти
- Мохамед ель-Єзид (1956—1957)
- Доктор Букетта (1957—1962)
- Дрісс Славі (1962—1966)
- Маджид Бенджеллоун (1966—1969)
- Мааті Джоріо (1969—1970)
- Бедреддін Снуссі (1970—1971)
- Арслан Джадіді (1971—1974)
- Отман Слімані (1974—1978)
- Полковник Мехді Бельміждуб (1978—1979)
- Фадул Бен-Зеруаль (1979—1986)
- Полковник Дрісс Бамус (1986—1992)
- Полковник-майор Хуссейн Земмурі (1992—1995)
- Генерал Хосні Бен-Сліман (1995—2009)
- Алі Фассі-Фіхрі (2009—2013)
- Фузі Лекджаа (2014—донині)